# Pusztaszuszág
Pusztaszuszág (Susag), település Romániában, a Partiumban, Arad megyében.

## Fekvése
Az alföldi síkság szélén, Béltől északnyugatra, Alsóbarakony, Ökrös és Somoskeszi közt fekvő település.

## Története
Pusztaszuszág, Szuszág nevét 1828-ban említette először oklevél Szuszak néven.
A település földesura a váradi püspökség volt még a 20. század elején is.
1851-ben Fényes Elek írta a településről: „Szuszág, puszta, Bihar vármegyében, a váradi deák püspök béli uradalmában. Erdőség közt fekszik, s 2000 hold határát Belényes környékéről jött óhitű oláhok tartják haszonbérben, a szerződést minden 3-ik évben megujitván. Lelkek száma: 600.”
1910-ben 885 lakosából 875 román, 7 magyar volt. Ebből 876 görögkeleti ortodox volt.
A trianoni békeszerződés előtt Bihar vármegye Béli járásához tartozott.

## Nevezhetességek
- Görög keleti temploma az 1800-as évek közepén épült